# People’s Instinctive Travels and the Paths of Rhythm
Az 1990-es People's Instinctive Travels and the Paths of Rhythm az A Tribe Called Quest debütáló nagylemeze. A kritikusok jól fogadták, de a mainstreambe mégsem sikerült betörnie. Elsősorban egyedi szövegeit, bizarr humorát és mondanivalóját értékelték. 1996. január 17-én a RIAA-tól megkapta az arany minősítést.
A kritikusok reakciója jobbára pozitív volt, de az együttes próbálkozását sokan tartották éretlennek és fókuszálatlannak. Szerepel az 1001 lemez, amit hallanod kell, mielőtt meghalsz című könyvben.

## Az album dalai
|     | Cím                                         | Hossz |
| --- | ------------------------------------------- | ----- |
| 1.  | Push It Along                               | 7:42  |
| 2.  | Luck of Lucien                              | 4:32  |
| 3.  | After Hours                                 | 4:39  |
| 4.  | Footprints                                  | 4:00  |
| 5.  | I Left My Wallet in El Segundo              | 4:06  |
| 6.  | Public Enemy                                | 3:45  |
| 7.  | Bonita Applebum                             | 3:50  |
| 8.  | Can I Kick It?                              | 4:11  |
| 9.  | Youthful Expression                         | 4:52  |
| 10. | Rhythm (Devoted to the Art of Moving Butts) | 4:01  |
| 11. | Mr. Muhammad                                | 3:33  |
| 12. | Ham 'n' Eggs                                | 5:27  |
| 13. | Go Ahead in the Rain                        | 3:54  |
| 14. | Description of a Fool                       | 5:41  |

## Közreműködők
- A Tribe Called Quest – producer, keverés
- Tim Latham – hangmérnök
- Ali Shaheed Muhammad – DJ
- Bob Power – hangmérnök
- Q-Tip – ének
- Anthony Saunders – hangmérnök
- Dr. Shane Faber – hangmérnök
- Jarobi White – előadó
- Phife Dawg – ének
- Ari Marcopoulos – fényképek
- Lucien – háttérvokál

## Fordítás
Ez a szócikk részben vagy egészben a People's Instinctive Travels and the Paths of Rhythm című angol Wikipédia-szócikk ezen változatának fordításán alapul.  Az eredeti cikk szerkesztőit annak laptörténete sorolja fel. Ez a jelzés csupán a megfogalmazás eredetét és a szerzői jogokat jelzi, nem szolgál a cikkben szereplő információk forrásmegjelöléseként.